# Pleuractis alta
Pleuractis alta is een rifkoralensoort uit de familie van de Fungiidae. De wetenschappelijke naam van de soort is voor het eerst geldig gepubliceerd in 1983 door Nemenzo.